# ザイドリッツ (巡洋戦艦)
|           | |
| 艦歴      | |
| 発注:     | |
| 起工:     | 1911年2月4日 |
| 進水:     | 1912年3月30日 |
| 就役:     | 1913年5月22日 |
| 退役:     | |
| その後:   | 1919年に自沈 |
| 除籍:     | |
| 前級:     | モルトケ級 |
| 次級:     | デアフリンガー級 |
| 性能諸元  | |
| 排水量:   | 常備：24,594 トン 満載：28,100 トン |
| 全長:     | 200.5m (657 ft 11 in) |
| 全幅:     | 28.5m (93 ft 6 in) |
| 吃水:     | 8.2m（常備） 9.2m（満載） |
| 機関:     | 海軍式石炭・重油混焼水管缶27基 +海軍式高速型・低速型直結タービン2組4軸推進 |
| 最大出力: | 63,000hp |
| 最大速力: | 26.5ノット |
| 航続距離: | 14 ノット時 4,700 海里 |
| 燃料:     | 石炭：3,540トン 重油：200トン |
| 乗員:     | 1,068名（戦時：1,425名） |
| 兵装:     | SK L/50 1911年型 28cm（50口径）連装砲5基10門 SK L/45 1908年型 15cm（45口径）単装砲12基12門 8.8cm（45口径）単装砲12基12門 （竣工後に8.8cm（45口径）単装高角砲2基追加） 50cm水中魚雷発射管単装4基（予備魚雷11本）                                                                           |
| 装甲      | 舷側：300mm（水線部）、150～200mm（最上甲板）、30～50mm（水雷隔壁部） 甲板：25mm（主甲板平坦部）、30mm（主甲板傾斜部） 主砲塔：250mm（前盾）、200mm（側盾）、83mm（天蓋傾斜部）、64mm（天蓋平面部） バーベット部：230mm（甲板上部）、30mm（甲板下部） 司令塔：350mm（側盾）、80mm（天蓋） |

ザイドリッツ (SMS Seydlitz) は、ドイツ帝国海軍の巡洋戦艦 (Schlacht kreuzer)。同型艦はない。1913年にドイツ、ハンブルクのブローム&フォス社で建造された。艦名はオーストリア継承戦争・七年戦争で活躍したプロイセン王国騎兵軍の将軍フリードリヒ・ヴィルヘルム・フォン・ザイトリッツ (Friedrich Wilhelm von Seydlitz) にちなむ。

## 概要
ザイドリッツはモルトケ級巡洋戦艦を改良したものである。基本的にモルトケ級もザイドリッツもドイツで最初の巡洋戦艦フォン・デア・タンの改良形であり、モルトケ級を拡大したザイドリッツは最終型という見方が強い。モルトケ級は、艦首甲板に波浪の飛沫が打ち上がりやすく、凌波性に不足があった。そこで本艦の設計には耐航性を改善するという意図が盛り込まれ、艦首甲板をより高くし、充分な乾舷を得て外洋航行時の安定性と凌波性を獲得した。

## 艦形
船体形状は、前級の長船首楼型船体の前甲板をさらに一段高くした三段のブロークンデッカーを採用した。主砲配置要領は前級と同様であり、船体の舷側部には同時期のイギリス海軍の巡洋戦艦にはない副砲が配置され、舷側には15cm単装砲がケースメイト（砲郭）配置で片舷辺り6基で計12基を配置した。この武装配置により艦首方向に最大で28cm砲4門・15cm砲2門、左右方向に最大28cm砲10門・15cm砲6門、後方向に28cm砲6門・15cm砲2門が指向できた。

## 兵装

### 主砲
本級の主砲はSK L/50 1911年型 28cm（50口径）砲を採用した。その性能は、重量302kgの主砲弾を最大仰角13.5度で射距離18,100mまで届かせることができた。これを連装砲塔に納めた。砲塔の俯仰角能力は仰角13.5度・俯角8度で発射速度は毎分3発であった。射界は、中心線上の1番・4番・5番主砲塔は首尾線方向を0度として左右150度の旋回角度を持っていたが、舷側配置の2番・3番主砲塔は上部構造物により射界に制限があった。後に第一次大戦中に砲塔を改造して仰角16度・俯角5.5度にし、最大射程を21,700mに延伸した。

### 副砲、その他の備砲・雷装等
副砲は、1906年型 15cm（45口径）砲を採用した。主行動水域と想定される北海では霧などにより視界が悪く、比較的近距離で主力艦同士の砲戦が開始される可能性を考慮し、ドイツ海軍は発射速度が主砲より高く単位時間当たりの発射弾量で有利となりうる15cm級中口径副砲の装備を重視したものである。その性能は重量45.3kgの砲弾を最大仰角20度で18,900mまで届かせることが出来た。俯仰能力は仰角20度・俯角7度で、旋回角度は舷側ケースメイト配置で150度の旋回角度を持っていた。発射速度は毎分5～7発である。
対水雷艇用に、1905年型 8.8cm（45口径）砲を採用した。その性能は重量9kgの砲弾を最大仰角25度で10,694mまで届かせることが出来た。俯仰能力は仰角25度・俯角10度であった。発射速度は毎分15発である。
水雷兵装として、45cm単装魚雷発射管を水線下に4門装備した。

## 艦歴

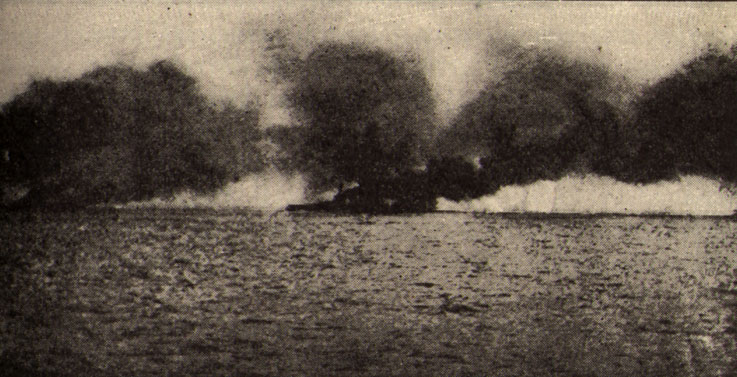
ザイドリッツの攻撃を受ける巡洋戦艦「ライオン」の写真。

本艦は第一次世界大戦中の1914年11月3日にヤーマス襲撃に参加した。次いで、1915年1月24日にドッガー・バンク海戦に参加した。この時、ザイドリッツはフランツ・フォン・ヒッパーの旗艦であった。海戦においてイギリス海軍のライオン級巡洋戦艦「ライオン」の13.5インチ砲から放たれた砲弾2発のうち1発はザイドリッツの船首楼に、もう1発は後部5番主砲塔バーベットの230mm装甲に食い込んで炸裂した。この衝撃で装甲板が剥離し、破片が火炎と共にバーベット内に侵入、装填作業中であった装薬に引火した他、直下の弾薬庫内の装薬にも次々と引火して火災を起こした。4番・5番主砲塔2基は隣接しており、通路の鉄扉が開いていたために、爆炎は4番主砲塔側にも侵入し、装薬が次々と引火して2基の主砲塔は炎上した。この爆発によって160名の乗組員が殺傷され、2つの砲塔は機能を失った。しかし、ザイドリッツの副長 (Executive officer) が5番主砲塔の被害時に、迅速に弾薬庫の砲員へ注水作業を行うように命じた事と、ドイツ製装薬の火災がゆっくりした物で爆発ではなく火災に留まった事から、無事鎮火した。装薬はあらかた燃え尽き、それ以上の災厄を起こさなかった。このお陰で船体の破壊が抑えられ、推進軸が破壊されなかったため、ザイドリッツは無事に母港に帰還できた。この一方、ザイドリッツは「ライオン」に2発の28cm砲弾の命中を与えた。1発は前部主砲塔の側面装甲に着弾、衝撃で装甲板に貫入し、そこで炸裂して大穴を開け、大浸水を引き起こした。応急処置の失敗により「ライオン」は最終的に16度も傾斜して戦闘不能となり、次いで機関区画に浸水して機関停止となった。航行不能となった旗艦「ライオン」はインヴィンシブル級「インドミタブル」に曳航してもらう羽目に陥った。
1916年のユトランド沖海戦では、巡洋戦艦部隊を率いていたヒッパーの旗艦、巡洋戦艦「リュッツオウ」が大破した（後に自沈）。ヒッパーは再びザイドリッツに乗艦して指揮をとった。ザイドリッツは30.5cm砲を持つデアフリンガーと共同で攻撃し、巡洋戦艦「クイーン・メリー」から4発の命中弾を受けた。うち1発は4番主砲塔バーベットで炸裂した13.5インチ砲弾であり、またしても砲塔内の装薬が引火しこの砲塔は旋回不能となった。ザイドリッツは火力の20%を失うも、反撃で4発の28cm砲弾を命中させ、30.5cm砲弾と28cm砲弾の乱打を受けたクイーン・メリーは艦首側弾薬庫が引火して爆沈した。その後、ザイドリッツはイギリス第五艦隊からの38.1cm砲や15.2cm砲、第三巡洋戦艦艦隊からの30.5cm砲の砲撃により艦首から舷側にかけて破口を開けられ、さらにイギリス駆逐艦からの53cm魚雷1発が1番主砲塔の真下に命中。魚雷被害により艦首に浸水し、艦首が沈降するに従って他の艦首の穴からも浸水し、みるみる前のめりに水没して行った。
この海戦終了時にはザイドリッツは21発の大口径砲弾と53cm魚雷1本が命中して死者98名、負傷者55名を出し、消火と浸水により2,300トンもの浸水を起こしていた。大破した艦首が水線下に没すれば前進は困難であり、艦長が自沈を決意する事は自然であったが、本艦は船首楼による高い乾舷が波を切り、甲板からの浸水を防いだ事に助けられて帰港することができた。この時点でザイドリッツは速力22ノットが発揮可能であり、艦隊に追随していた。しかし、徐々に破口や魚雷の破壊孔からの浸水で速力が落ち、艦隊から落伍して単独で帰還する羽目になった。一時は15ノットまで速度を落した艦隊に追いつくも、ザイドリッツは浸水し続けて速度が7ノットに低下、再び落伍、艦首の破口や副砲の開口部から浸水するに及んで前進不能となった。しかしザイドリッツは艦尾を進路に向けて後進をかけ、3ノットで帰還を開始、沿岸部で救援の排水ポンプを積んだ船と合流した。艦首の浸水をくみ出すもヴィルヘルムスハーフェンに到着した時には5,300トン近い海水が流入してしまい、艦首の吃水は14mに達して関門に入れず、已む無く湾口に座礁させた。問題を解決するに際し、1番主砲塔を解体して軽量化を図り、少しでも吃水を上げると同時に、大潮の時間を見計らって関門へ進入し、ようやく修理ドックにまで行き着いた。復旧には約3か月を要したものの、ザイドリッツは他のドイツ主力艦よりも数多くの攻撃を受けながら生き残り、ドイツの巡洋戦艦が基本的に強固に作られていたことを証明し、注目を浴びた。
第一次世界大戦が休戦になると、ザイドリッツはスカパ・フローに回航、係留されたが、1919年6月21日にザイドリッツの乗組員の手によって、大洋艦隊の多くの艦とともに自沈した。その後、ザイドリッツは1928年にサルベージが行われ、解体された。

## 戦訓
1916年のユトランド沖海戦で艦首に大量の浸水を被ったザイドリッツは一番砲塔下の弾庫を密閉して浮力を保ったことにより帰還を果たした。この戦訓を受けて、1944年のレイテ沖海戦時に艦首に大きな被害を受けた戦艦武蔵の猪口艦長に巡洋艦利根の黛艦長から「ザイドリッツの戦例にかんがみ、艦首浮力の保全に努められよ」と信号が送られ、「信号了解」の返事を受けている。